# فتح دمشق
حصار وفتح دمشق (634) أستمر من 17 جمادي الثانية إلى 20 رجب سنة 13هـ حينما فتح المسلمون المدينة في عصر الخلافة الراشدة. وكانت دمشق أول مدينة رئيسية من الإمبراطورية البيزنطية من ضمن الفتح الإسلامي لسوريا.
انتهت آخر الحروب الرومانية الفارسية في 627، عندما اختتم هرقل حملة ناجحة ضد الفرس في بلاد ما بين النهرين. وفي الوقت نفسه، قام الرسول محمد بتوحيد الجزيرة العربية تحت راية الإسلام. وبعد وفاته في عام 632، نجح الخليفة الراشد الأول أبو بكر الصديق بقمع حركات التمرد الداخلية الساعية إلى الإطاحة بالدولة الوليدة ثم سعى بعد ذلك لفتح البلدان الواقعة خارج حدود شبه الجزيرة العربية.
في صفر 13هـ، غزا أبو بكر الصديق الإمبراطورية البيزنطية في بلاد الشام وهزم بشكل حاسم الجيش البيزنطي في معركة أجنادين. وسارت جيوش المسلمين اٍلى الشمال وفرض حصارا على دمشق. وسقطت المدينة في أيدي المسلمين بعد أن قام أحد الأساقفة باٍبلاغ خالد بن الوليد أنه من الممكن خرق أسوار المدينة بمهاجمة موقع معين دفاعاته طفيفة فقط في الليل. عندما قام خالد بالهجوم من البوابة الشرقية قام توماس، قائد الحامية البيزنطية بالتفاوض على الاٍستسلام السلمي مع القائد أبو عبيدة بن الجراح وتم الاٍتفاق على تسليم المدينة.

## خلفية
في عام 610 وأثناء الحرب البيزنطية الساسانية من 602-628، أصبح هرقل إمبراطور الإمبراطورية البيزنطية [4] بعد الإطاحة بفوكاس. وبينما ركز اهتمامه على الشؤون الداخلية لاٍمبراطوريته، أحتل الفرس الساسانيين بلاد ما بين النهرين وسوريا في 611 ودخلوا الاناضول لاحتلال قيصرية. وفي 612، طرد هرقل الفرس من الأناضول وبادر إلى شن هجوم مضاد ضدهم في سوريا، لكنه هزم بشكل حاسم.
على مدى العقد المقبل، غزا الفرس فلسطين ومصر في نفس الوقت الذي كان فيه هرقل يعيد بناء جيشه والتحضير لهجوم جديد، والذي أطلقه في عام 622.[6] حقق هرقل انتصارات كبيرة على الفرس وحلفائهم في منطقة القوقاز وأرمينيا. وفي 627، أطلق هجوما جريئا في الشتاء ضد الفرس في بلاد ما بين النهرين، وحقق فوزا حاسما في معركة نينوى. هدد هذا الانتصار العاصمة الفارسية من المدائن.